# Pływanie na Letnich Igrzyskach Olimpijskich Młodzieży 2010

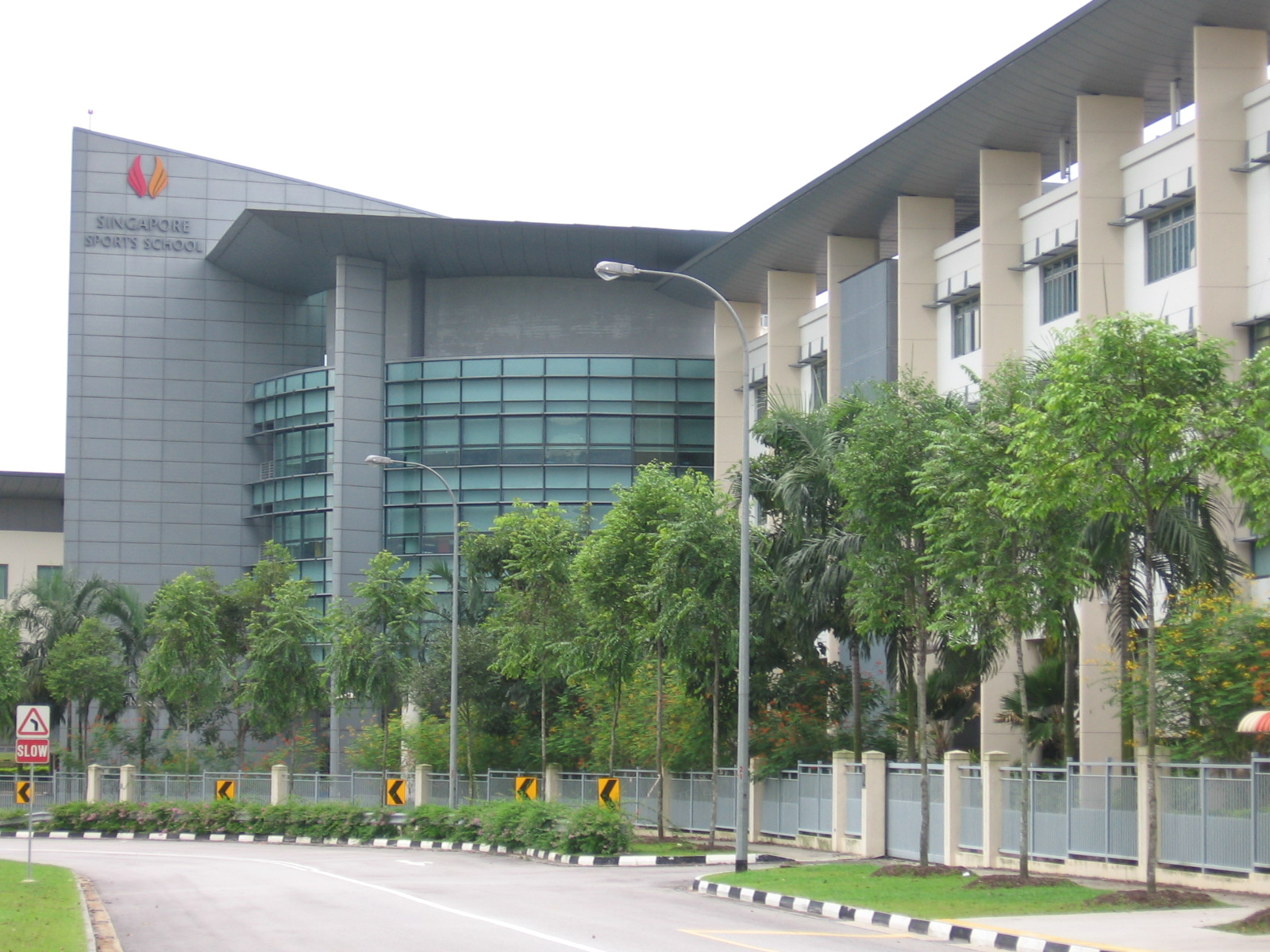
Singapore Sports School - arena zmagań pływaków

pływanie na Letnich Igrzyskach Olimpijskich Młodzieży 2010 odbyło się w dniach 15 - 19 sierpnia w Singapore Sports School w Singapurze. Zawodnicy rywalizowali w trzydziestu-czterech konkurencjach (w 15 męskich, 15 żeńskich oraz 2 mieszanych (sztafety)). W zawodach ogółem startowało 400 zawodników.

## Kwalifikacje
Kwalifikacje na igrzyska uzyskiwano podczas mistrzostw świata kadetów w 2009 roku oraz w specjalnych zawodach kwalifikacyjnych w 2010 roku. Zawodnicy musieli być urodzeni między 1 stycznia 1992 a 31 grudnia 1993 roku lub 1 stycznia 1993 a 31 grudnia 1994 (spowodowane było to dwoma klasowymi wiekowymi).
W Polsce zawodnicy o kwalifikację rywalizowali w Dębicy w dniach 6 - 7 lutego 2010.

## Medale - pływanie

### Chłopcy
| Konkurencja                       | Złoto                                                                     | Złoto   | Srebro                                                                      | Srebro  | Brąz                                                                              | Brąz    |
| Konkurencja                       | Zawodnik                                                                  | Czas    | Zawodnik                                                                    | Czas    | Zawodnik                                                                          | Czas    |
| Styl dowolny                      |                                                                           |         |                                                                             |         |                                                                                   |         |
| 50 metrów szczegóły               | Andrij Howorow                                                            | 22,35   | Kenneth To                                                                  | 22,82   | Aitor Martinez                                                                    | 22,83   |
| 100 metrów szczegóły              | Medhy Metella                                                             | 49,99   | Velimir Stjepanović                                                         | 50,25   | Kenneth To                                                                        | 50,29   |
| 200 metrów szczegóły              | Andriej Uszakow                                                           | 1:49,81 | Cristian Quintero                                                           | 1:49,98 | Jeremy Bagshaw                                                                    | 1:50,67 |
| 400 metrów szczegóły              | Dai Jun                                                                   | 3:50,91 | Chad Le Clos                                                                | 3:51,37 | Cristian Quintero                                                                 | 3:53,44 |
| Sztafeta 4 × 100 metrów szczegóły | Rosja · Andriej Uszakow · Aleksiej Acapkin · Ilja Łemajew · Anton Łobanow | 3:23,91 | Chiny · Sun Bowei · Dai Jun · Wang Ximing · He Jianbin                      | 3:24,46 | Południowa Afryka · Chad le Clos · Murray McDougall · Dylan Bosch · Pierre Keune  | 3:24,66 |
| Styl grzbietowy                   |                                                                           |         |                                                                             |         |                                                                                   |         |
| 50 metrów szczegóły               | Christian Homer                                                           | 26,36   | Ng Rainer Kai Wee                                                           | 26,45   | Abdullah Altuwaini Max Ackermann                                                  | 26,46   |
| 100 metrów szczegóły              | He Jianbin                                                                | 55,16   | Yakov Tumarkin                                                              | 55,28   | Lavrans Solli                                                                     | 56,20   |
| 200 metrów szczegóły              | Péter Bernek                                                              | 1:59,19 | Yakov Tumarkin                                                              | 1:59,39 | Balázs Zámbó                                                                      | 2:01,60 |
| Styl klasyczny                    |                                                                           |         |                                                                             |         |                                                                                   |         |
| 50 metrów szczegóły               | Ivan Čapan                                                                | 28,55   | Nicholas Schafer                                                            | 28,59   | Razvan Tudosie                                                                    | 28,69   |
| 100 metrów szczegóły              | Nicholas Schafer                                                          | 1:01,38 | Anton Łobanow                                                               | 1:01,44 | Flavio Bizzarri                                                                   | 1:02,22 |
| 200 metrów szczegóły              | Flavio Bizzarri                                                           | 2:13,31 | Anton Łobanow                                                               | 2:13,65 | Nicholas Schafer                                                                  | 2:13,72 |
| Styl motylkowy                    |                                                                           |         |                                                                             |         |                                                                                   |         |
| 50 metrów szczegóły               | Andrij Howorow                                                            | 23,64   | Chang Gyu-cheol                                                             | 24,05   | Tomasso Romani                                                                    | 24,80   |
| 100 metrów szczegóły              | Chang Gyu-cheol                                                           | 53,13   | Chad le Clos                                                                | 53,31   | Velimir Stjepanović                                                               | 53,77   |
| 200 metrów szczegóły              | Bence Biczó                                                               | 1:55,89 | Chad le Clos                                                                | 1:56,85 | Marcin Cieślak                                                                    | 1:57,68 |
| Styl zmienny                      |                                                                           |         |                                                                             |         |                                                                                   |         |
| 200 metrów szczegóły              | Chad Le Clos                                                              | 2:00,68 | Kenneth To                                                                  | 2:02,51 | Dylan Bosch                                                                       | 2:02,59 |
| Sztafeta 4 × 100 metrów szczegóły | Australia · Max Ackermann · Nicholas Schafer · Kenneth To · Justin James  | 3:42,50 | Francja · Ganesh Pedurand · Thomas Rabeisen · Jordan Coelho · Medhy Metella | 3:43,84 | Niemcy · Christian Diener · Christian vom Lehn · Melvin Herrmann · Kevin Leithold | 3:44,22 |

### Dziewczęta
| Konkurencja                       | Złoto                                                                | Złoto                                 | Srebro                                                                                     | Srebro                                | Brąz                                                                   | Brąz                                  |
| Konkurencja                       | Zawodnik                                                             | Czas                                  | Zawodnik                                                                                   | Czas                                  | Zawodnik                                                               | Czas                                  |
| Styl dowolny                      |                                                                      |                                       |                                                                                            |                                       |                                                                        |                                       |
| 50 metrów szczegóły               | Tang Yi Anna Santamans                                               | 25,40                                 |                                                                                            |                                       | Emma McKeon                                                            | 25,61                                 |
| 100 metrów szczegóły              | Tang Yi                                                              | 54,46                                 | Emma McKeon                                                                                | 55,37                                 | Lauren Earp                                                            | 56,59                                 |
| 200 metrów szczegóły              | Tang Yi                                                              | 1:58,78                               | Boglárka Kapás                                                                             | 2:00,99                               | Emma McKeon                                                            | 2:01,18                               |
| 400 metrów szczegóły              | Boglárka Kapás                                                       | 4:10,37                               | Kiera Janzen                                                                               | 4:14,28                               | Eleanor Faulkner                                                       | 4:14,31                               |
| Sztafeta 4 × 100 metrów szczegóły | Chiny · Liu Lan · Bai Anqi · Chang Wang · Tang Yi                    | 3:46,64                               | Niemcy · Juliane Reinhold · Lena Kalla · Dorte Baumert · Lina Rathsack                     | 3:49,02                               | Kanada · Lindsay Delmar · Tera van Beilen · Rachel Nicol · Lauren Earp | 3:49,12                               |
| Styl grzbietowy                   |                                                                      |                                       |                                                                                            |                                       |                                                                        |                                       |
| 50 metrów szczegóły               | Mathilde Cini                                                        | 29,19                                 | Daryna Zewina                                                                              | 29,34                                 | Aleksandra Papusza                                                     | 29,51                                 |
| 100 metrów szczegóły              | Daryna Zewina                                                        | 1:01,51                               | Bai Anqi                                                                                   | 1:01,97                               | Aleksandra Papusza                                                     | 1:02,15                               |
| 200 metrów szczegóły              | Bai Anqi                                                             | 2:11,46                               | Kaitlyn Jones                                                                              | 2:12,20                               | Daryna Zewina                                                          | 2:12,31                               |
| Styl klasyczny                    |                                                                      |                                       |                                                                                            |                                       |                                                                        |                                       |
| 50 metrów szczegóły               | Rachel Nicol                                                         | 32,06                                 | Martina Carraro                                                                            | 32,44                                 | Ana de Pinho Rodrigues                                                 | 32,49                                 |
| 100 metrów szczegóły              | Tera van Beilen                                                      | 1:08,95                               | Emily Selig                                                                                | 1:09,06                               | Rachel Nicol                                                           | 1:09,18                               |
| 200 metrów szczegóły              | Emily Selig                                                          | 2:27,78                               | Tera van Beilen                                                                            | 2:29,39                               | Maya Hamano                                                            | 2:29,75                               |
| Styl motylkowy                    |                                                                      |                                       |                                                                                            |                                       |                                                                        |                                       |
| 50 metrów szczegóły               | Liu Lan                                                              | 26,97                                 | Elena di Liddo                                                                             | 27,06                                 | Anna Santamans                                                         | 27,31                                 |
| 100 metrów szczegóły              | Liu Lan                                                              | 59,67                                 | Judit Ignacio                                                                              | 1:00,07                               | Rachael Kelly                                                          | 1:00,26                               |
| 200 metrów szczegóły              | Boglárka Kapás                                                       | 2:08,72                               | Judit Ignacio                                                                              | 2:10,11                               | Liu Lan                                                                | 2:11,94                               |
| Styl zmienny                      |                                                                      |                                       |                                                                                            |                                       |                                                                        |                                       |
| 200 metrów szczegóły              | Kaitlyn Jones                                                        | 2:14,53                               | Kristina Koczetkowa                                                                        | 2:15,13                               | Barbora Závadová                                                       | 2:15,36                               |
| Sztafeta 4 × 100 metrów szczegóły | Australia · Madison Wilson · Emily Selig · Zoe Johnson · Emma McKeon | 4:09,68 1:04,18 1:09,12 1:01,55 54,83 | Rosja · Aleksandra Papusza · Olga Dietieniuk · Kristina Koczetkowa · Jekatierina Adriejewa | 4:11,07 1:01,91 1:11,92 1:00,64 56,60 | Niemcy · Dorte Baumert · Lina Rathsack · Lena Kalla · Juliane Reinhold | 4:11,76 1:03,99 1:10,48 1:00,49 56,80 |

### Mieszane
| Konkurencja                       | Złoto                                                | Złoto   | Srebro                                                                             | Srebro  | Brąz                                                                     | Brąz    |
| Konkurencja                       | Zawodnicy                                            | Czas    | Zawodnicy                                                                          | Czas    | Zawodnicy                                                                | Czas    |
| Styl dowolny                      |                                                      |         |                                                                                    |         |                                                                          |         |
| Sztafeta 4 × 100 metrów szczegóły | Chiny · Sun Bowei · Tang Yi · Liu Lan · He Jianbin   | 3:31,34 | Australia · Kenneth To · Justin James · Emma McKeon · Madison Wilson               | 3:31,69 | Francja · Medhy Metella · Anna Santamans · Mathilde Cini · Jordan Coelho | 3:35,90 |
| Styl zmienny                      |                                                      |         |                                                                                    |         |                                                                          |         |
| Sztafeta 4 × 100 metrów szczegóły | Chiny · He Jianbin · Wang Ximing · Liu Lan · Tang Yi | 3:52,52 | Rosja · Aleksandra Papusza · Anton Łobanow · Kristina Koczetkowa · Andriej Uszakow | 3:55,29 | Australia · Max Ackermann · Emily Selig · Kenneth To · Emma McKeon       | 3:55,63 |

## Medale - skoki do wody

### Chłopcy
| Konkurencja                    | Złoto    | Złoto  | Srebro           | Srebro | Brąz          | Brąz   |
| Konkurencja                    | Zawodnik | Punkty | Zawodnik         | Punkty | Zawodnik      | Punkty |
| Trampolina 3-metrowa szczegóły | Bo Qiu   | 607,15 | Ołeksandr Bodnar | 565,35 | Michael Hixon | 554,65 |
| Wieża 10-metrowa szczegóły     | Bo Qiu   | 673,50 | Ołeksandr Bodnar | 605,55 | Ivan Garcia   | 515,70 |

### Dziewczęta
| Konkurencja                    | Złoto       | Złoto  | Srebro           | Srebro | Brąz                 | Brąz   |
| Konkurencja                    | Zawodniczka | Punkty | Zawodniczka      | Punkty | Zawodniczka          | Punkty |
| Trampolina 3-metrowa szczegóły | Jiao Liu    | 511,35 | Pandelela Rinong | 444,15 | Wiktorija Potiechina | 433,55 |
| Wieża 10-metrowa szczegóły     | Jiao Liu    | 479,60 | Pandelela Rinong | 454,35 | Sin Ji-hyang         | 430,20 |